# جیمی وانگ یو
جیمی وانگ یو (انگلیسی: Jimmy Wang Yu؛ زادهٔ ۲۸ مارس ۱۹۴۳ – ۵ آوریل ۲۰۲۲) رزمی‌کار و هنرپیشه اهل تایوان بود. وانگ «تا زمان ظهور بروس لی، بزرگ‌ترین ستاره سینمای هنرهای رزمی آسیا بود.»
او با بازی در فیلم‌های شمشیرزن یک دست، بازگشت شمشیرزن یک دست و ضربه‌های کشنده به شهرت رسید. از دیگر فیلم‌ها یا برنامه‌های تلویزیونی که وی در آن نقش داشته‌است می‌توان به پرستوی طلایی، روزی روزگاری در چین، اژدها، همیشه اژدها، نیروی حمله زد، مردی از هنگ کنگ، جزیره آتش، مأموریت عجیب و غریب، ضربه‌های کشنده و علائم خشم اشاره کرد.

## بیماری و مرگ
در سال ۲۰۱۱ وانگ دچار سکته مغزی شد که باعث شد قدرت خود را در سمت چپ بدنش از دست بدهد. با این حال، او به شدت در فیزیوتراپی کار کرد، حتی بیش از سرعت توصیه شده دکتر. طبق گزارش ها، او به جای ۲۰۰ بار، ۱۰۰۰ بار در روز بازوی خود را بلند می کرد و سه برابر مسافت پیشنهادی را طی می کرد. در نتیجه تلاش‌هایش، او بیشتر توانایی خود را در راه رفتن و صحبت کردن به دست آورد و می‌توانست بازوی چپ خود را بلند کند، اگرچه دیگر نمی‌توانست از تمام قدرت آن استفاده کند. از آن زمان او سعی کرد تا حد امکان زندگی عادی داشته باشد و حتی به کار سینمایی بازگشت. او اعتراف کرد که حتی با استفاده از یک بازو به جلسه فیزیوتراپی خود رانندگی کرده است، اما توضیح داد که دخترش وقتی متوجه شد و برای او راننده استخدام کرد، این کار را متوقف کرد.
وانگ در ۵ آوریل ۲۰۲۲ در بیمارستان چنگ هسین، منطقه بیتو ، تایپه در سن ۷۹ سالگی درگذشت.